# Henry Roberts Symonds
Pour les articles homonymes, voir Roberts et Symonds.
Henry Roberts Symonds est un scénariste et réalisateur américain né le 25 juin 1891 à Chicago dans l'Illinois, mort le 24 juin 1968 dans le Comté de Los Angeles en Californie.

## Filmographie

### comme scénariste
- 1922 : Forget Me Not
- 1923 : Desire
- 1924 : Geared to Go
- 1925 : Youth's Gamble
- 1925 : Crack o' Dawn
- 1925 : Fighting Fate
- 1926 : Danger Quest
- 1926 : The Dangerous Dude
- 1926 : One Punch O'Day
- 1926 : Kentucky Handicap
- 1926 : Stick to Your Story
- 1926 : The Night Owl
- 1927 : The Lost Limited
- 1927 : Romantic Rogue
- 1927 : Racing Romance
- 1928 : Street Angel
- 1931 : No Privacy
- 1931 : Here's Luck

### comme réalisateur
- 1920 : Le Système du Docteur Ox (Go and Get It), coréalisation de Marshall Neilan